# The French Dispatch
Pour plus de détails, voir Fiche technique et Distribution.
The French Dispatch, ou The French Dispatch du Liberty, Kansas Evening Sun au Québec, est une comédie dramatique américaine écrite et réalisée par Wes Anderson et sortie en 2021. C'est le dixième long-métrage du réalisateur.
Le film a pour cadre The French Dispatch, antenne locale, en France, du journal de l'état américain du Kansas The Evening Sun. Le rédacteur en chef du Dispatch, Arthur Howitzer Jr., meurt subitement. Ses souhaits sont exprimés dans son testament : la publication sera suspendue immédiatement après la parution d'un ultime numéro.
Après avoir reçu le label du festival de Cannes 2020, le film est projeté en compétition pour la Palme d'or lors de l'édition de 2021.

## Synopsis
La ville où se déroule l'action du film, Ennui-sur-Blasé, a été imaginée par Anderson pour évoquer le Paris des années 1950-60. Arthur Howitzer Jr. (Bill Murray), rédacteur en chef du French Dispatch, meurt soudainement d'une attaque cardiaque. Selon les souhaits exprimés dans son testament, la publication du journal est arrêtée après un dernier exemplaire d'adieu regroupant trois articles d'anciennes éditions et une nécrologie.

### Le journaliste cycliste
Herbsaint Sazerac (Owen Wilson) fait un tour de vélo dans la ville d'Ennui-sur-Blasé où se trouve le bureau de The French Dispatch, et compare les vues passées et présentes de plusieurs quartiers pour montrer à quel point tout et pourtant si peu a changé au fil du temps.
Dès ce premier tableau l'humour est présent, comme dans le paquet de cigarettes « Gaullistes » (au lieu de Gauloises).

### Le chef-d'œuvre en béton
J. K. L Berensen (Tilda Swinton), curatrice d'un musée du Kansas, raconte, lors d'une conférence sur l'art, l'histoire de Moses Rosenthaler (Benicio del Toro), artiste mentalement perturbé incarcéré pour meurtre à la prison d'Ennui-sur-Blasé, qui peint un nu abstrait de Simone (Léa Seydoux), gardienne de prison avec laquelle il noue une relation. Julien Cadazio (Adrien Brody), marchand d'art incarcéré pour fraude fiscale, est ému par ce tableau vu dans une exposition d'art des prisonniers et l'achète malgré le refus de Rosenthaler. L'oeuvre est exposée et son auteur devient vite célèbre et très demandé. Le prisonnier peine cependant à trouver l'inspiration et finit par se vouer à un projet de longue durée.
Trois ans plus tard, Cadazio, suivi par un groupe de prisonniers enragés, force l'entrée de la prison et découvre que Rosenthaler a peint une série de fresques sur les murs d'une salle. Furieux de voir que les tableaux ne peuvent être emportés, Cadazio se bat avec Rosenthaler, au milieu de la mutinerie. Puis, financé par une riche Américaine propriétaire d'un musée, il fait déplacer et transporter en avion tout le mur de la prison pour l'exposer au Kansas. Rosenthaler obtient sa libération conditionnelle pour avoir aidé à mater la mutinerie.

### Corrections sur un manifeste
Lucinda Krementz (Frances McDormand), journaliste d'âge mûr, écrit un article sur une manifestation étudiante, la « Révolution de l'Échiquier », qui fait rage dans les rues d'Ennui-sur-Blasé, évoquant les émeutes de Mai 68. Malgré son souhait de rester objective, elle a une brève aventure avec le jeune Zeffirelli (Timothée Chalamet), meneur de la révolte, et l'aide secrètement à écrire un manifeste révolutionnaire, en y ajoutant une annexe, documents que Juliette (Lyna Khoudri), autre jeune révoltée, n'apprécie pas. Après une dispute, Krementz leur conseille d'aller faire l'amour, ce qu'ils font.
Un peu plus tard, Zeffirelli meurt foudroyé en tentant de réparer l'antenne d'une tour de radio pirate, et une photographie de lui devient le symbole du mouvement contestaire.

### La salle à manger privée du commissaire de police
Lors d'une entrevue télévisée, Roebuck Wright (Jeffrey Wright) raconte l'histoire d'un dîner privé avec le commissaire des forces de police d'Ennui-sur-Blasé (Mathieu Amalric) préparé par le chef/officier de police Nescaffier (Steve Park). Le repas est interrompu quand Gigi, fils du commissaire, est enlevé par des criminels qui exigent la libération de leur comptable en prison. Après une série d'interrogatoires, la police découvre la cachette des kidnappeurs et prépare une attaque. Gigi envoie un message en morse pour demander l'intervention du chef cuisinier. Nescaffier sert aux bandits des radis empoisonnés, les goûtant devant eux au péril de sa vie. Tous les criminels succombent sauf un qui n'aime pas les radis et s'enfuit avec Gigi, qui parvient à lui échapper. Nescaffier se remet de son empoisonnement et sert un repas au comptable prisonnier oublié pendant ces événenemts.
De retour au bureau de The French Dispatch, Howitzer demande à Wright de rajouter à son article le paragraphe supprimé où il écrivait que Nescaffier avait trouvé le goût du poison sans pareil.

### Épilogue
Les membres de la rédaction de The French Dispatch font le deuil de Howitzer et se mettent ensuite à l'écriture de l'édition finale du journal pour honorer sa mémoire.

## Fiche technique
Sauf indication contraire, les informations mentionnées dans cette section peuvent être confirmées par la base de données cinématographiques IMDb,  présente dans la section « Liens externes ».
- Titre original et français : The French Dispatch (litt. « La Dépêche de France »[2],[3])
- Sous-titre sur l'affiche : of the Liberty, Kansas Evening Sun (litt. « Du Evening Sun à Liberty, Kansas »[4])
- Titre québécois : The French Dispatch du Liberty, Kansas Evening Sun[5]
- Réalisation : Wes Anderson
- Scénario : Wes Anderson, d'après une histoire de Wes Anderson, Roman Coppola, Jason Schwartzman et Hugo Guinness
- Musique : Alexandre Desplat
- Décors : Adam Stockhausen
- Costumes : Milena Canonero
- Photographie : Robert Yeoman
- Montage : Andrew Weisblum
- Production : Wes Anderson, Jeremy Dawson, Steven M. Rales et Scott Rudin
- Sociétés de production : Searchlight Pictures, American Empirical Pictures, Indian Paintbrush et Scott Rudin Productions
- Sociétés de distribution : Searchlight Pictures (États-Unis), The Walt Disney Company France[6] (France), The Walt Disney Company[7] (Suisse)
- Pays de production :  États-Unis
- Langue originale : anglais
- Format : couleur et noir et blanc
- Genre : comédie dramatique, film choral
- Durée : 103 minutes
- Dates de sortie :
  - France : 12 juillet 2021 (Festival de Cannes) ; 27 octobre 2021 (en salles)
  - États-Unis : 2 octobre 2021[8] (Festival du film de New York) ; 22 octobre 2021 (en salles)
  - Suisse : 2 octobre 2021[9] (Festival du film de Zurich) ; 27 octobre 2021[7] (en salles)

## Distribution
- Benicio del Toro (VF : Boris Rehlinger) : Moses Rosenthaler
- Adrien Brody (VF : Adrien Antoine) : Julian Cadazio
- Tilda Swinton (VF : Danièle Douet) : J. K. L. Berensen
- Léa Seydoux (VF : elle-même) : Simone
- Frances McDormand (VF : Nanou Garcia) : Lucinda Krementz
- Timothée Chalamet (VF : Gabriel Bismuth-Bienaimé) : Zeffirelli
- Lyna Khoudri (VF : elle-même) : Juliette
- Jeffrey Wright (VF : Jean-Louis Faure) : Roebuck Wright
- Mathieu Amalric (VF : lui-même) : le commissaire
- Steve Park (VF : Nicolas Marié) : Nescaffier
- Bill Murray (VF : Bernard Metraux) : Arthur Howitzer Jr.
- Owen Wilson (VF : Eric Legrand) : Herbsaint Sazerac
- Bob Balaban (VF : Denis Boileau) : oncle Nick
- Henry Winkler (VF : Michel Mella) : oncle Joe
- Lois Smith : Upshur Clampette
- Tony Revolori : Moses Rosenthaler, jeune
- Denis Ménochet (VF : lui-même) : le garde pénitentiaire
- Larry Pine (VF : Philippe Catoire) : le premier magistrat
- Morgane Polanski (VF : elle-même) : la camarade étudiante
- Félix Moati (VF : lui-même) : le chef traiteur
- Mohamed Belhadjine : Mitch-Mitch
- Nicolas Avinée : Vittel
- Christoph Waltz (VF : Christian Gonon) : Paul Duval
- Cécile de France (VF : elle-même) : Madame B
- Guillaume Gallienne (VF : lui-même) : Monsieur B
- Rupert Friend (VF : Anatole de Bodinat) : Le sergent instructeur
- Alex Lawther (VF : lui-même) : Morisot
- Tom Hudson (VF : lui-même) : Mitch-Mitch (sur scène)
- Lily Taïeb : l'amie de Juliette
- Stéphane Bak (VF : lui-même) : le CRS
- Hippolyte Girardot (VF : lui-même) : Chou-fleur
- Liev Schreiber (VF : Thierry Hancisse) : l'animateur du talk-show
- Willem Dafoe (VF : Philippe Catoire) : Albert le Boulier
- Edward Norton (VF : Damien Boisseau) : Joe Lefebvre
- Saoirse Ronan (VF : Elisabeth Ventura) : la principale showgirl
- Winsen Ait Hellal : Gigi
- Mauricette Coudivat : Maman
- Damien Bonnard (VF : lui-même) : le détective de la police
- Elisabeth Moss (VF : Anne Dolan) : Alumna
- Jason Schwartzman (VF : Jean-Christophe Dollé) : Hermès Jones
- Pablo Pauly (VF : lui-même) : le serveur
- Fisher Stevens (VF : Pierre Laurent) : l'éditeur d'histoires
- Griffin Dunne (VF : Guillaume Lebon) : le conseiller juridique
- Wally Wolodarsky : l'écrivain joyeux
- Anjelica Huston (VF : Béatrice Delfe) : une narratrice
- Benjamin Lavernhe (VF : lui-même) : le porte-parole du dentifrice
- Gilles Gaston-Dreyfus : le maire
- Anjelica Bette Fellini (VF : Nastassja Girard) : la correctrice du journal
- Rodolphe Pauly : le patrouilleur
- Nicolas Saada : l'avocat de Moses
- Alexandre Steiger : docteur
- Grégoire Leprince-Ringuet : TV reporter
- Bruno Delbonnel : Tip-Top, un chanteur français
  - Jarvis Cocker : la voix de Tip-Top

Version Française réalisée chez Dubbing Brothers sous la direction de Valérie Siclay et adaptée par Bruno Chevillard.

## Production
Le tournage débute en novembre 2018 à Angoulême,.

## Sortie et accueil

### Promotion
Le 12 février 2020 sort une première bande-annonce.

### Date de sortie
La sortie du film, initialement prévue pour le 26 août 2020, puis reportée au 14 octobre 2020 en raison des mesures liées à la pandémie de Covid-19, est finalement annulée par le distributeur pour l'année 2020. Le film est présenté l'année suivante en compétition au festival de Cannes et sort en salle le 27 octobre 2021.

### Critique
En France, le site Allociné recense une moyenne des critiques presse de 3,5/5.
La critique souligne les références de ce film à l'œuvre de Jacques Tati.
Lors de sa présentation au festival de Cannes 2021, le film est applaudi pendant plus de six minutes.
Sophie Avon, critique cinéma de Sud Ouest, qualifie le film d'« œuvre extravagante et superbe ».

### Box-office
| Pays ou région    | Box-office      | Date d'arrêt du box-office | Nombre de semaines |
| ----------------- | --------------- | -------------------------- | ------------------ |
| États-Unis Canada | 16 124 375 $    | 27 janvier 2022            | 14                 |
| France            | 454 225 entrées | 21 décembre 2021           | 8                  |
| Total mondial     | 46 317 974 $    | -                          | -                  |

## Distinctions

### Sélections
- Festival de Cannes 2021 : sélection officielle, en compétition
- Label Festival de Cannes 2020

### Nomination
- Golden Globes 2022 : meilleure musique pour Alexandre Desplat

## Autour du film
- Une application permettant de retrouver les lieux de tournage est due à Pascal Lefort, figurant dans le film[21],[22],[23],[24].
- Un album de bande dessinée, Wes in Town, chronique le tournage du film à travers des illustrations et témoignages. Il est, notamment, dû à Giorgia Marras, Julie Gore, Olivier Balez, et Thibault Balahy[25],[26],[23].
- L'exposition The French Dispatch, l'envers du décor se tient à Angoulême [24].